# Pentax K1000

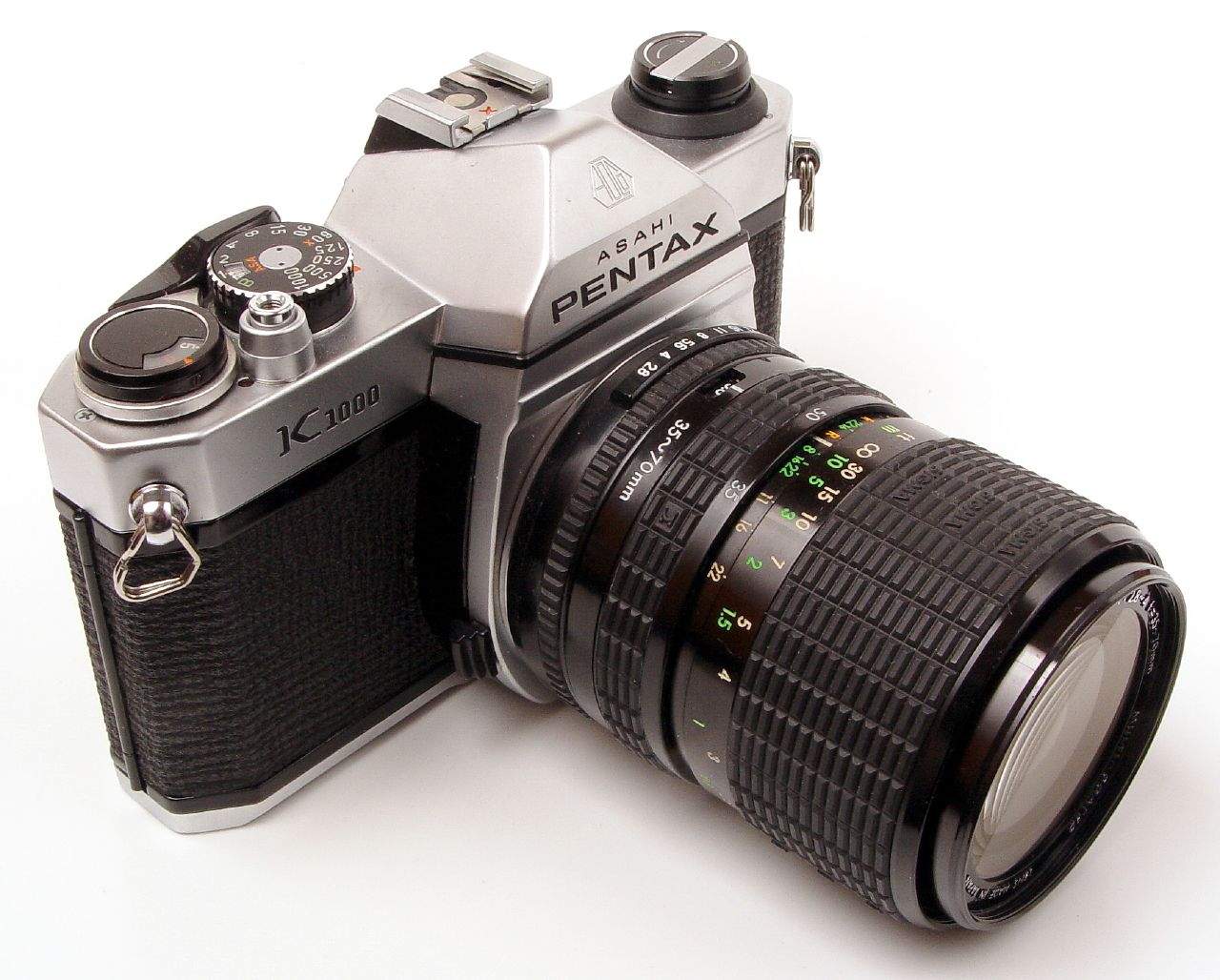
Pentax K 1000

Die Pentax K1000 ist eine 35-mm-Spiegelreflexkamera mit TTL-Belichtungsmessung. Sie kam 1975 auf den Markt und wurde bis 1997 hergestellt. Die K1000 gehört zu den vollmechanischen Kameras, die Batteriestrom nur als Energieversorgung für den eingebauten Belichtungsmesser benötigen. Die Kamera verwendet das Pentax-K-Bajonett. Die K1000 ist die einfachste Version der K-Serie. Sie besitzt keinen Winderanschluss, keinen Selbstauslöser, keine Abblendtaste und gehört dennoch zu den meistverkauften Spiegelreflexkameras überhaupt.

## Daten

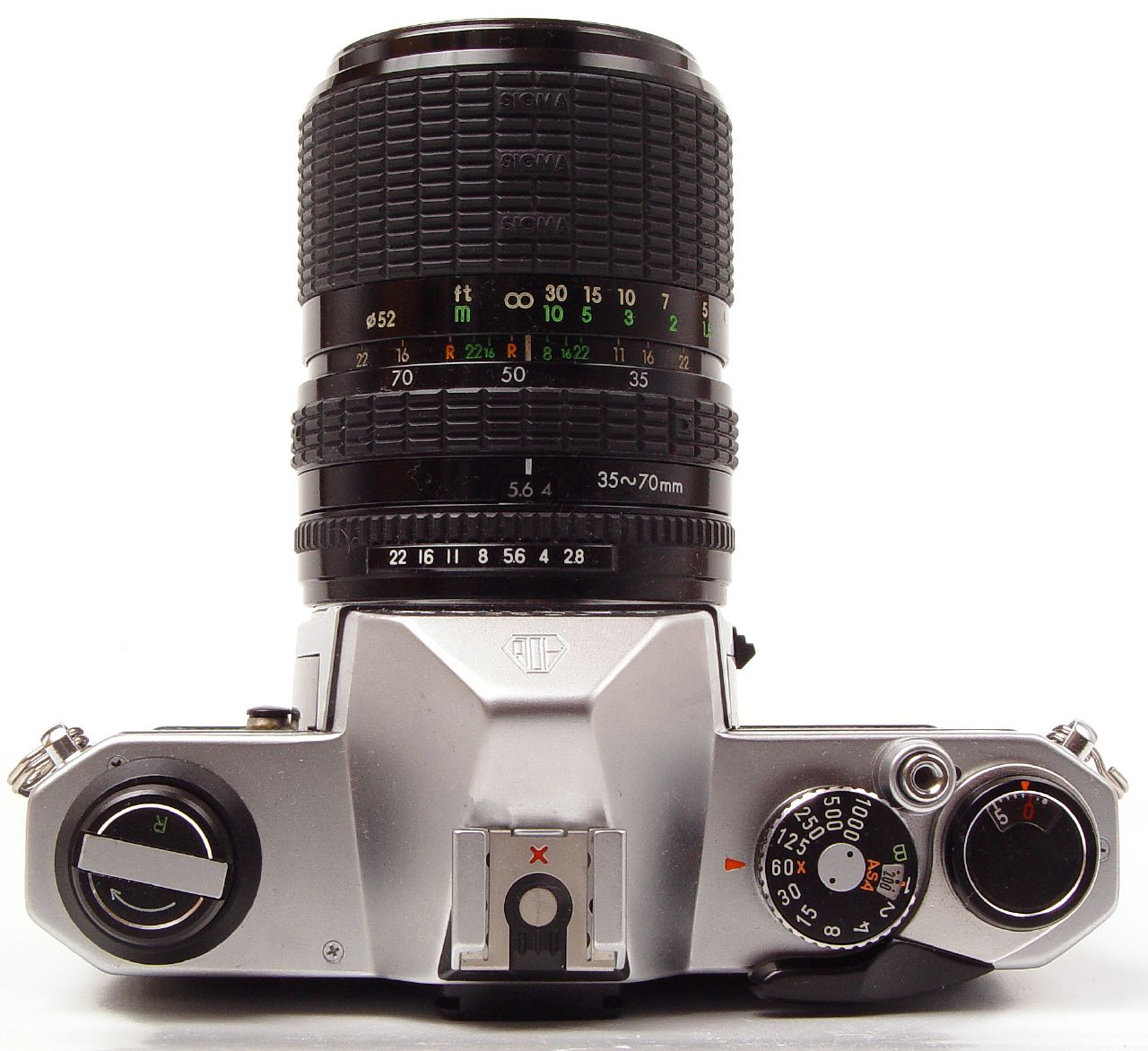
Bedienelemente auf der Oberseite

Der Objektivanschluss ist das K-Bajonett. Der Verschluss ist ein Tuchverschluss, der horizontal abläuft. Die Verschlusszeiten sind einstellbar von 1 s bis 1/1000 s und B.
Die Maße des Gehäuses sind 143 mm × 91,5 mm × 49 mm und dessen Gewicht 620 g bis 525 g (ohne Objektiv).
Als Belichtungsmesserbatterie wird eine 1,5 V Silberoxidbatterie des Typs A76, SR44 o. ä. verwendet.

## Versionen der Pentax K 1000
Die Pentax K 1000 wird in drei Versionen unterteilt:
- 1. Version (MADE IN JAPAN, 1975–1978)
- 2. Version (Made in Hong Kong, 1978–1990)
- 3. Version (Made in China, 1990–1997)

Sondermodell: Pentax K1000 SE (Second Edition, 1979–1985)